# Горшков Петро Олексійович
Петро Олексійович Горшков (нар. 15 (28) грудня 1904, с. Старі Озерки, нині Пензенської області, Російська ФСРР, СРСР — пом. 18 грудня 1987, Київ, Українська РСР, СРСР) — український агрохімік, доктор сільськогосподарських наук (1958), професор (1963), директор ВНДІ луб'яних культур (1950—1960).

## Життєпис
Петро Горшков народився у грудні 1904 року в с. Старі Озерки, нині Пензенської області Росії. В 1930 році закінчив Саратовський сільськогосподарських інститут. Після закінчення вишу свою трудову діяльність розпочав на керівних посадах в дослідницькій станції Кустанайської області Казахської РСР. Наступного року переїхав до України — працював у дослідницькій станції Сум, а згодом Воронежа. У 1950 році знову повернувся на Сумщину. Петро Горшков в 1950 році був призначений директором ВНДІ луб'яних культур у місті Глухів (до 1959 року). У 1952—1953 роках перебував у Китайській Народній Республіці з науковим відрядженням
З 1962 року працював в Українській сільськогосподарської академії в Києві. Перші два роки він обіймав посаду проректора з наукової роботи, потім, вийшовши на пенсію, працював (до 1978 року) завідувачем кафедри агрохімії. Помер Петро Горшков у грудні 1987 року в Києві на 83-му році життя.

## Наукова діяльність
Основні напрями наукових досліджень Петра Горшкова — це проблеми живлення рослин і застосування добрив. Учений розробив основні прийоми внесення добрив під коноплі. Крім того, він визначив дози і співвідношення органічних та мінеральних добрив у зернобуряковій сівозміні, вплив добрив на фосфатний режим ґрунту.
Наукові праці
- Результаты опытов по изучению системы удобрений свекловичного севооборота на слабовыщелочном черноземе // Влияние длительного применения удобрений на плодородие почвы. Москва, 1960;
- Удобрение конопли. Москва, 1967 (співавт.);
- Действие удобрений в севообороте на формирование зерна озимой пшеницы // Агрохимия. 1972. № 5 (співавт.);
- Влияние последствия органических и минеральных удобрений в севообороте на формирование урожая ячменя и его качество // Удобрение, урожай и качество с.-х. продукции: Науч. тр. Укр. с.-х. академии. К., 1979. Вып. 228 (співавт.);
- Влияние доз, сроков и способов внесения азота в весеннюю подкормку подозрений и качество зерна озимой пшеницы // Агрохимия. 1980. № 7 (співавт.).

## Родина
Його донька Лідія Горшкова (нар. 1938) — українська вчена-агроном, селекціонер, доктор сільськогосподарських наук (1994), професор (2002), старший науковий співробітник (1981), завідувачка кафедри біології та основ сільського господарства Глухівського національного педагогічного університету імені Олександра Довженка.
Онука — Наталія Макаренко (нар. 1959) — український еколог, доктор сільськогосподарських наук (2003), професор (2010).